# Gallai Péter
Gallai Péter (Budapest, 1953. október 5. – 2019. szeptember 16.) magyar billentyűs, zeneszerző, énekes.

## Pályafutása
1971-ben alapította meg első zenekarát. 1974-ben végzett a Konzervatóriumban. Játszott a Nautilus zenekarban, 1974-től 1982-ig a Piramisban zenélt, tagja volt a Favágóknak is. Egyéb sikeres együttese: Bikini. 2009 óta ismét a Piramis tagja volt.
Az 1980-as években Kováts Krisztával és Fábri Péterrel közös gyermekműsora volt, utóbbival együtt írta a Kolumbusz című rockoperát, amelyet 1992-ben mutattak be.
Élete utolsó éveiben súlyos alkoholfüggőséggel küzdött (ebből eredendően hasnyálmirigy-gyulladást is kapott, és szívproblémái is voltak), amin egy időre felül tudott kerekedni, később azonban visszaesett, végül vírusos fertőzésben halt meg. 
2019. szeptember 27-én kísérték utolsó útjára a Kozma utcai izraelita temetőben.

## Fontosabb együttesek
- 1974–1982, 2009–2019: Piramis
- 1985–2002: Bikini
- 1997–2009: Favágók